# Oncidium brevilabrum
Oncidium brevilabrum är en orkidéart som beskrevs av Robert Allen Rolfe. Oncidium brevilabrum ingår i släktet Oncidium och familjen orkidéer. Inga underarter finns listade i Catalogue of Life.